# Teatro sinfónico de rua
O teatro sinfónico de rua é um tipo de interpretação histórica, realizada no exterior no local dos acontecimentos que são evocados. Combina música, dança e teatro para contar a história de uma forma ímpar.
Assemelha-se às representações ao ar livre típicas na Europa durante a Idade Média. O exemplo mais conhecido é o do cortejo religioso de Oberammergau, Alemanha. Vários espectáculos de palco de grande dimensão e espectacularidade tornaram-se populares nos Estados Unidos da América no dealbar do século XIX e início do século XX. Estes espectáculos não eram exactamente peças, mas compunham-se de uma sequência de cenas onde desfilavam os eventos históricos.
Os espectáculos que conduziram à produção de A Colónia Perdida (en:The Lost Colony), 1937, foram influenciados pelo evento de Oberammergau. A população do Leste da Carolina do Norte foi encorajada a partilhar a história da colónia perdida de Roanoke, grandemente votada ao esquecimento. Os residentes da Ilha de Roanoke viram a representação por eles próprios como uma forma de fazer chegar a sua história ao Mundo.
O afamado dramaturgo do Sul e autor d'A Colónia Perdida, en:Paul Green, viveu fascinado pelos elementos teatrais, como a dança, a linguagem, a música e a iluminação, e no desejo de que o teatro fizesse a diferença na vida social Americana. Sob tutela de Frederic Koch, professor da Universidade da Carolina do Norte em Chapel Hill, Green recebeu uma influência profunda das suas ideias sobre teatro popular (“folk drama”) e uma sensibilidade pelo cidadão comum e pelas experiências deste, visando um teatro de e para o Povo. Um teatro para a recreação e o enriquecimento, sem propósitos materialistas.
Tal era a visão de Green, vencedor do Prémio Pulitzer, quando escreveu sobre A Colónia Perdida em 1938, um ano apenas após a estreia. Por essa altura, a primeira interpretação sinfónica de rua da América era um sucesso junto da crítica e dos espectadores, prova de que o teatro popular tinha pernas para andar. Não obstante, nem sempre com sucesso garantido.
Nascera o teatro sinfónico de rua Americano.